# 레스터 버드
레스터 브라이언트 버드 경(Sir Lester Bryant Bird, 1938년 2월 21일~2021년 8월 9일)은 앤티가 바부다의 정치인이다. 레스터 버드는 1994년 아버지였던 베레 버드의 뒤를 이어 2004년까지 제2대 앤티가 바부다의 총리를 역임했다.

## 같이 보기
- 베레 버드
- 앤티가 바부다의 총리